# Smáhólatindur
Smáhólatindur är en bergstopp i republiken Island. Den ligger i regionen Austurland, 300 km öster om huvudstaden Reykjavík. Toppen på Smáhólatindur är 881 meter över havet, eller 61 meter över den omgivande terrängen. Bredden vid basen är 0,44 km.
Trakten runt Smáhólatindur är nära nog obefolkad, med mindre än två invånare per kvadratkilometer. Det finns inga samhällen i närheten. Trakten runt Smáhólatindur består i huvudsak av gräsmarker.